# 石崎史郎
石﨑 史郎（いしざき しろう）は、日本のテレビディレクター。日本テレビ情報・制作局チーフディレクター。妻はタレントのイモトアヤコ。
クレジットタイトルでは石﨑であるが、世界の果てまでイッテQ!のテロップでは石崎となっていることが多い。イッテQ登山部でのヘタレキャラや登山部、珍獣ハンターでのイモトとの演者と制作の枠を超えたような面白い掛け合いにより名物ディレクターとして有名になる。登山部主任。

## 人物
- 以前は制作会社コールに所属していた[1]。
- 角谷道弘によると、「石﨑ディレクターは、本当は強い、イモトよりずっと強く信頼がおける良いやつ。駄目男ぶりは嘘。」とのこと[2]。
- 虫が大の苦手。最も嫌いなのはバッタ[3]。
- 二宮和也が日テレでロケをする際には担当ディレクターになることが多い（二宮和也の!日本調査、THE MUSIC DAY内嵐の東北未来旅と嵐にしやがれコラボ企画二宮担、嵐にしやがれ内二宮和也のちっちゃな野望）。二宮について、「物怖じしないし、相手が誰でもブレないし。ロケが本当に楽。」[4]

## 受賞
- 2011年 第49回ギャラクシー賞 テレビ部門 優秀賞「世界の果てまでイッテQ！イモトが挑む南米大陸最高峰アコンカグア登頂スペシャル」[5]
- 2012年 第29回 ATP賞テレビグランプリ グランプリ& 情報・バラエティ部門 最優秀賞 「世界の果てまでイッテQ！～マッターホルン登頂スペシャル〜」[1]

## 担当番組

### 現在
- ディレクター
  - 世界の果てまでイッテQ!
  - うわっ!ダマされた大賞

- チーフディレクター
  - 1億3000万人のSHOWチャンネル

- 演出
  - 笑神様は突然に… 
  - ニノさん
  - 芸能人監督グランプリ
  - 24時間テレビ（2019・2020・2022・2023年国技館演出）
  - 日テレ系 春の特別授業SP

- 企画・演出
  - 出川哲朗のアイ・アム・スタディー
  - お笑いG7サミット

### 過去
- ディレクター
  - クイズ発見バラエティーイッテQ!（ロケディレクター）
  - 笑神様は突然に…（レギュラー化前の特番）
  - ミリオンダイス
  - シャル・ウィ・ダンス？

- チーフディレクター
  - 嵐にしやがれ（2019年まではディレクター）

- 演出
  - 月曜から夜ふかし
  - 二宮和也の!日本調査

- 総合演出
  - THE MUSIC DAY（2023年、以前は嵐の東北未来旅、嵐にしやがれコラボ企画、世界の果てまでイッテQ!コラボ企画のディレクター）

## イモトアヤコとの歩み
イモトのロケの7割か8割を石﨑が担当していた。登山は全てに同行している。出会いから12年にして結婚。11年はお互い異性として見ることなく、「戦友」としていろんなことを一緒に乗り越えて来た。2009年頃から10年以上に渡ってまるで夫婦漫才のような掛け合いが数多く放送された。石﨑曰く、現場では狙っているわけではなく、普段交わしている会話をオンエアしているようなもの。ここでは一部を紹介する。
- 出会いは2007年の珍獣ハンターオーディションにて石﨑が面接官をしていた。
- 同年11月25日放送の珍獣ハンター初ロケでイモトは生肉を括りつけコモドドラゴンと競争させた石﨑を「完全に信頼出来ない人と位置づけた」[7]そうで、石﨑のGOサインより先に走り出してしまったことを強く叱責されたことで「コイツの事殺してやろうかな。殺られる前に殺ってやろう」というくらい憎んだ[8]と後に語っている。視聴率は16.8%で番組初となる同時間帯トップとなった。
- 2009年6月28日放送キリマンジャロに登った際、極限の状態を共有したことでお互い本音で話せる絆が生まれた[8] 。
- 2012年11月25日放送珍獣ハンターイモトワールドツアーinイタリアで綱渡り前にイモトがラップを歌った所は後に石﨑が最も印象に残ったロケとしてあげている[8] 。
- 2013年11月10日放送マナスルでイモトが実家に電話するとイモト父から娘の心配はなく「石崎さんも一緒？大丈夫？石崎さん」と言われる。
- 2014年8月3日放送のウラカタに石﨑が出演した際のこぼれ話ではイモトについて「一緒に居すぎて、もう話す事がない」とする一方、ウラカタ収録の当日、緊張しながらスタジオに向かう途中、イモトと偶然再会し何気ない会話で緊張も解けたとのこと[9]。
- 2015年1月4日放送珍獣ハンターイモトヨーロッパオーロラツアーではカップルに大人気のハイライン179という吊り橋を2人で渡る。渡り終わった後の掛け合いでは「キス想像したこと1度もないからね」「俺もないよ」「今後もないよ」というシーンもあった。
- 同年7月26日放送マッキンリー登山では2日連続アタックをした中島健郎にお礼としてイモトが頬にキスをする。それを見た石﨑と「俺も登ったんだけど」「マジで言ってんの？」「ご褒美ちょうだい」というやり取りを経て、イモトが石﨑の口にキスをした。
- 2017年2月12日放送では100ヶ国達成ということで、イモトが石﨑と金光カメラマンへ4枚にも及ぶ手紙を読む。一部として「石崎さんは今では一番信頼できる人。石崎さんの前ではとても素直な状態でいることができます」。3人で号泣していた。
- 同年5月22日放送のしゃべくり007で、ギャグであるもののイモトが石﨑に公開プロポーズした。
- 2018年2月18日放送（登山したのは2017年12月）の南極ヴィンソン・マシフで石﨑がアタック手前で高山病になりいなくなったことがイモトにとって不安になり、恋心に気づく[8]。
- 2018年4月上旬にイモトが「石崎さんのことが大好きです、結婚したいと思ってます」と告白する。
- 同年5月下旬、安室奈美恵とイモトが対面した台湾ロケの後に「結婚前提にお付き合いいたしましょう」と返事[6]。
- 2019年11月24日生放送にてイモトアヤコが石﨑史郎との結婚を発表。この回は演出やVTRの編集も石﨑自身が行った。裏番組の大相撲、フィギュアスケート、ポツンと一軒家、サザエさん実写版といった人気番組を抑え、視聴率は22.3%で7ヶ月ぶり同時間帯トップ、1年半ぶりの週間総合第1位、番組歴代5位となった[10]。

内村光良は2人を「なるようになった」と言っている。出川哲朗をはじめ、結婚発表前より結婚を望む人は多くいた。イモト自身も少女漫画のようだと言っている。また、お互い「史郎」「アヤちゃん」と呼びあっている。